# Dorcel
 (février 2021).
« Dorcel » redirige ici. Pour l’article homophone, voir Dorsel.
Dorcel, également appelée Marc Dorcel, Vidéo Marc Dorcel ou VMD, est une société de production cinématographique synonyme de films à caractère pornographique fondée en 1979 par Marc Dorcel. Elle est dirigée par son fils, Grégory Dorcel.
Depuis 2002, en raison de l’effondrement du marché traditionnel de la vidéo, la société opère une modernisation de ses contenus en lançant des plateformes telles que Dorcelvision.com, Dorcelle.com, Dorcel Store et la chaîne Dorcel TV.
En 2015, la société investit dans la réalité virtuelle et se lance dans la production de films tournés entièrement à 360 degrés.
En 2020, le groupe est en pleine polémique après la mise en examen pour viol, proxénétisme aggravé, traite d’êtres humains de deux producteurs travaillant pour la marque. Dorcel subit également une intervention du fisc visant son directeur de production suspecté d'évasion fiscale,.

## Débuts
Fils d'un tailleur hongrois, Marc Dorcel, né Marcel Herskovitz le 27 mars 1934 à Paris, débute à 17 ans comme designer industriel puis comme technico-commercial dans une société de machines à coudre,. Après son service militaire, il retourne à son travail initial. Grâce au soutien financier de ses parents, Marc Dorcel crée en 1965 sa propre entreprise de transports, les Transports Dorcel. Si les affaires marchent plutôt bien au début, la société est rapidement conduite au dépôt de bilan.
En 1968, Marc Dorcel se lance dans la vente de livre érotiques par correspondance. De marchand, il devient éditeur. Il fait paraître Ursula, qui devient un best-seller dans son domaine : plus de vingt mille exemplaires sont vendus en moins de trois mois. La dix-septième chambre correctionnelle en interdit toutefois la diffusion, vente et publicité pour « outrage aux bonnes mœurs ».
Au début des années 1970, l’engouement pour les ouvrages érotiques décline, mais il existe un marché pour les romans-photos érotiques. Il s’agit de revues américaines importées en France et « retouchées » : les sexes et poils pubiens sont masqués par des sous-vêtements grossièrement dessinés. Marc Dorcel réalise le premier[réf. nécessaire] roman-photo érotique français en couleur, vendus 140 francs.
Marc Dorcel se diversifie ensuite dans la vidéo et crée la marque « Vidéo Marc Dorcel ». Jolies Petites Garces est le premier film X produit et réalisé par Marc Dorcel, en 1979, date de création de l'entreprise homonyme. Il s'agit d'une vidéo pornographique distribué sous le format de cassette vidéo de 53 minutes avec Marilyn Jess, Julia Perrin et Piotr Stanislas. Plus de 4 000 cassettes VHS du film sont vendues en sex-shops au prix de 500 francs la cassette ,. Jolies Petites Garces est également diffusé sous la forme du roman-photo. Le contexte de l’époque explique cette popularité : la loi du 30 octobre 1975 vient de frapper les films X. Auparavant diffusés au cinéma, ils sont désormais relégués dans des salles spécialisées. Cette loi entraîne le succès de la vidéo X.[Interprétation personnelle ?] L'enregistrement de la vidéo se révèle beaucoup moins couteux que l'utilisation de la pellicule cinématographique 35 mm, permettant alors des prises plus longues, dix ou douze heures pour monter un film d'une durée de 1h30.
Dorcel produit et réalise plus de 15 titres entre 1980 et 1983. Les films Dorcel sont diffusés par Canal + à partir de 1985.
En 1995, l’entreprise signe le premier contrat d’exclusivité avec une actrice, qui devient ambassadrice de la marque, Laure Sinclair. C’est le début des « Dorcel Girls », des actrices qui tournent exclusivement pour la marque. De nombreuses actrices pornographiques françaises et internationales tournent pour des productions Dorcel, parmi lesquelles Katsuni, Anissa Kate, Tarra White, Mia Malkova et bien d’autres.
Dorcel commercialise le 1er CDROM interactif français en 1995. En 1998, l'entreprise vend le 1er DVD classé X français multilingue pour « Le Parfum de Mathilde ». Le film, sorti quatre ans auparavant est la première super production européenne à être distribuée aux États-Unis. Le film remporte le prix du « Meilleur Film Européen » à Las Vegas en 1995.
En 1996, Grégory Dorcel intègre l'entreprise ; quelques années plus tard, il en prend la tête.
Au début des années 2000, l’industrie du X connaît un bouleversement. Les films amateurs sont diffusés gratuitement sur des plateformes sur Internet. En deux ans, le marché du DVD s’effondre, passant de 70 % à 30 % du chiffre d’affaires de l’entreprise. Pour faire face à la concurrence de la vidéo gratuite, Dorcel opte pour une stratégie de diversification et devient un groupe audiovisuel.
Dorcel s’intéresse au segment féminin et mise sur une réalisatrice, Ovidie, pour réaliser le 1er film X pour les femmes en 2001.
En mars 2006, l’entreprise inaugure sa chaîne de télévision, Dorcel TV. La même année, la première boutique Dorcel Store ouvre en France.
En 2007, l’entreprise devient le 1er agrégateur européen de programmes en VOD, Iptv et câble.

## L'entreprise Marc Dorcel
La société Marc Dorcel réalise en 2012 un chiffre d'affaires de 18 millions d'euros, et emploie 45 personnes tout en distribuant ses produits et services dans 56 pays ; six ans plus tard, c'est 35 millions d'euros.

Ancien logo de la société (jusqu'en 2011).

Le film Casino-No-Limit, réalisé en 2008 par Hervé Bodilis, est le film de l'industrie pornographique française au plus gros budget jusqu'alors, avec un coût de production de 230 000 euros. Pour la première fois, les deux actrices principales des productions Dorcel, Yasmine et Mélissa Lauren, sont réunies dans un film. Casino-No-Limit remporte le prix du meilleur réalisateur et celui du meilleur film aux V Premios Turia de Madrid, et aux Venus Awards de Berlin.
En 2008, l’entreprise renoue avec l’édition et lance son magazine Dorcel Mag.
En 2009, la société commande une enquête à l'institut Ifop. En septembre, Dorcel et l'Ifop publient les résultats d'un sondage, Sexe, Média & Société : La grande enquête, sur les comportements et pratiques des Français en matière de films pornographiques. Selon cette enquête, 89 % des sondés ont déjà vu un film X et 50 % des femmes sondées disent en avoir déjà vu seules. Il s’agit de la première étude de cette ampleur sur ce sujet en France.
En 2010, le groupe réalise ses premiers films X en 3D. La même année, la société lance Mydorcel.com, site « précurseur » dans le financement participatif pour adultes et co-produit, avec des internautes, le premier film X en financement participatif : Mademoiselle de Paris.
En 2011, l’entreprise change d’identité visuelle et remplace son toucan coloré par un sceau de cire pourpre ayant un X en son centre.
En 2015, le digital représente 70 % du chiffre d’affaires du groupe. L’entreprise compte plus de 50 collaborateurs: à la production, au licensing, au retail et dans le digital.
L’activité du groupe familial est organisée en deux pôles plus ou moins rentables. D’un côté, les activités de création de contenus, le licensing, les chaînes de télévision spécialisées et la plateforme de vidéos à la demande qui représenteraient 28% du chiffre d'affaires. De l’autre, le pôle retail, qui regroupe la fabrication et la distribution de sextoys ou de produits liés au plaisir, siglés du sceau rose vif.
Aujourd’hui, le groupe est présent dans plus de 75 pays.
En avril 2021, Dorcel publie la première charte déontologique pour les productions X françaises, recensant 18 recommandations. La charte a été pilotée par un groupe de travail réunissant l’actrice Liza Del Sierra, le docteur en sociologie et philosophie Alexandre Duclos ainsi que l'avocat en droit de la propriété intellectuelle et du numérique Matthieu Cordelier.

### Communication

#### Les Dorcel Girls
Les Dorcel Girls sont les actrices pornographiques chargées de faire la promotion de la société Marc Dorcel dans les médias et divers salons de l'érotisme, tout en tournant des films pendant la durée de leurs contrats. En décembre 2010, Anna Polina devient la neuvième actrice exclusive de Dorcel,.
- 1995/1997 – Laure Sainclair
- 2002 – Mélanie Coste
- 2004 – Priscila Sol
- 2005 – Oksana[36]
- 2006/2008 – Yasmine[37]
- 2007/2008 — Mélissa Lauren
- 2009 - Mia Vendôme
- 2010 - Jade Laroche
- 2011 - Anna Polina
- 2018 - Cléa Gaultier[38]
- 2021 - Bella Tina et John[39]
- 2022 - Clara Mia[40]

##### Nominations et récompenses des Dorcel girl pendant leur contrat
Laure Sainclair 
- 1996 : European X Award de la meilleure actrice française.
- 1996 : Hot d'Or de la meilleure starlette européenne.
- 1997 : Hot d'Or de la meilleure actrice européenne en 1997
- 1997 : Erotica Sex Praha Award de la meilleure actrice européenne en 1997
- 1998 : Eroticon Warsaw Award de la meilleure scène pour Journal d'une infirmière en 1998
- 1998 : Hot d'Or de la meilleure actrice européenne en 1998
- 1998 : FICEB Award de la meilleure actrice européenne pour "Les nuits de la présidente" en 1998
- 1999 : Hot d'Or d'honneur en 1999

Melanie Coste
- Venus Award de la meilleure actrice française en 2003.

Priscila Sol
- 2004 : Venus Award de la meilleure starlette[41].
- 2005 : Prix de la meilleure actrice pornographique de l'année aux festivals érotiques de Prague, Berlin et Varsovie.
- 2007 : Nomination à l'AVN Award de la meilleure actrice étrangère[42].
- 2007 : Nomination à l'AVN Award de la meilleure scène de sexe dans une production étrangère pour Pornochic 9: Sonya & Priscila – nomination partagée avec Stacy Silver, JPX, Claudio Melone, Neeo & Charlie[42].

Yasmine
- Octobre 2007, Venus Berlin : meilleure actrice européenne
- X Awards 2007 : meilleure actrice
- X Awards 2008 : meilleure actrice
- Octobre 2008, Venus Berlin : meilleure actrice européenne

Mia Vendôme
- Nomination Hot d'Or meilleure starlette française
- Nomination Hot d'Or meilleur blog d'actrice

#### Acteurs employés par les productions Marc Dorcel
De nombreuses actrices pornographiques françaises et internationales ont tourné pour des productions Marc Dorcel, parmi lesquelles Katsuni, Olivia Del Rio, Dolly Golden, Carollina Cherry et bien d'autres.
Depuis 2002, Marc Dorcel publie un calendrier avec les différentes actrices collaborant avec lui.

### Diversification
Face à la concurrence de la vidéo gratuite apparaissant vers 2006, l'entreprise se diversifie. La réalisation de films devient alors minoritaire dans le chiffre d'affaires ; l'entreprise est principalement divisée en deux activités, chaines de TV et VOD d'un côté et de l'autre les produits dérivés.

#### Contrats d'exclusivité
La société Marc Dorcel a eu l’idée en 1995 de signer un contrat d’exclusivité avec un acteur X, Quentin Prospect, suivant l'idée des Vivid Girls de la société Vivid aux États-Unis. D'autres ont suivi.
En août 2008, Marc Dorcel et Private Media Group annoncent leur nouvelle collaboration, Marc Dorcel devient ainsi le distributeur exclusif pour la France des produits Private[réf. nécessaire].

#### VàD
En janvier 2002, constatant l'effondrement du marché DVD, Marc Dorcel lance la plateforme de vidéo à la demande DorcelVision.com. Selon une interview vidéo accordée à Splarte.com par Gregory Dorcel (DG de Dorcel S.A), ce site atteint en 2007 un chiffre d'affaires avoisinant les 250 000 euros par mois. Marc Dorcel abandonne la technologie de licence DRM de la plateforme de vidéo à la demande en août 2009. En 2013, DorcelVision génère 60 % du chiffre d’affaires mais seulement environ un quart quelques années plus tard, avec plus de 4 000 films au catalogue.

#### Chaîne de télévision
Le 1er mars 2006, Marc Dorcel a lancé Dorcel TV, une chaîne pornographique pour adultes disponible sur le câble, le satellite, l'ADSL et sur Internet, avec comme directeur des programmes le réalisateur Fred Coppula. En 2012, Dorcel S.A. lance une deuxième chaîne plus hard, Dorcel XXX qui privilégie les productions françaises et européennes. En 2013, elle lance sa troisième chaîne, Erotica TV qui propose des programmes érotiques s'adressant à un public masculin comme féminin.

#### Boutiques
En 2006 ouvre un Dorcel Store, premier sex shop à sa marque, à Lanester. Il s'ensuit l'ouverture d'autres boutiques en Bretagne, à Lorient, Nantes, Brest et Rennes. La marque lance sa boutique en ligne, Dorcelstore.com. En 2020, la marque ouvre sa boutique à Bordeaux ainsi qu'à La Réunion.

#### Magazine
En décembre 2008 est lancé le magazine Marc Dorcel Magazine.

#### Financement participatif
Toujours en 2010, Marc Dorcel lance Mydorcel.com, le premier site de production participative appliquée à un film X. À cette occasion, la société Marc Dorcel se propose de financer la moitié du budget d’un film, laissant aux internautes le soin de réunir le reste de la somme, qui sera récoltée en 3 jours.
1 000 coproducteurs se partagent la paternité de Mademoiselle de Paris, le 1er film X coproduit par le système du financement participatif.
En 2010 est également lancée une gamme de 11 sextoys et de productions 3D « full HD numérique », dont l'objectif est d'« exploiter le phénomène de jaillissement permis par la 3D ». À partir de fin 2010, le site de VOD de Marc Dorcel, Dorcelvision, propose ainsi aux internautes équipés d’un portable 3D de télécharger directement des scènes en 3D.

#### Blogs
En plus de son blog permettant d'avoir plus d'information sur les productions et leur déroulement, la marque lance en novembre 2012, le portail Dorcelle.com à destination des femmes.

#### Blocage des sites pornographiques
En 2022 Dorcel teste de nouvelles solutions de contrôle de l’âge.
À la suite d'une loi de 2020 obligeant les sites pornographiques à barrer l’accès aux mineurs grâce à des outils de vérification de l’âge de l’internaute, le groupe dit expérimenter GreenBadg, une solution se conformant aux recommandations de la Cnil sur l’anonymat.

### Récompenses
L'entreprise a été récompensée dans diverses cérémonies liées au monde pornographique comme les Xbiz Awards ou encore les Hot d'Or.

## Controverses

### Controverses quant aux conditions de tournage
Yasmine, ex-égérie Dorcel pendant trois ans, raconte en 2011 le contrôle total sur sa vie privée, les tournages sordides en Hongrie et les pressions mentales et physiques. Une période de sa vie qu'elle considère comme de l'esclavagisme.
Dans une enquête sur l'infiltration d'un journaliste dans le monde de la pornographie,, des producteurs distribués par la marque sont accusés de traitements peu éthiques et de conditions de tournages désastreuses. Grégory Dorcel se défend en se comparant à un géant de l’immobilier : « Si Bouygues fait appel à un prestataire qui fait mal les choses, est-ce que c’est la faute de Bouygues ou du prestataire ? ».
En décembre 2020, Libération publie un article étrillant la société Dorcel et ses pratiques de production avec des films à l'origine « parfois floue, comme les productions du français HPG (462 films au total) qui compilent des scènes amateures sordides, cédées par d’autres producteurs presque jamais crédités.  Lors d’un entretien réalisé au printemps 2018, nous demandions à Grégory Dorcel s’il s’intéressait aux conditions de tournage des films qu’il distribue. « Absolument pas », répondait-il. »
La société de production de films pornographiques a publié une charte éthique à destination des producteurs. Cette charte est dénoncée par des actrices, journalistes et associations comme un acte opportuniste qui vise à redorer l’image de la maison, secouée depuis plusieurs mois par des affaires de viols et d’agressions sexuelles,,.

### Evasion fiscale et descente de police
En octobre 2019, le quotidien Le Monde publie une enquête qui met en lumière plusieurs aspects controversés du fonctionnement interne du label: Montages financiers, holding à l’étranger, films au rabais, actrices mal payées, etc.
Le 14 janvier 2020, à 8 h 30 du matin, les inspecteurs du fisc débarquent dans les locaux de la société Marc Dorcel SAS, dans le 16ᵉ arrondissement de Paris. Le fisc soupçonne d’évasion fiscale Tony Carrera, directeur de production et sous-traitant de Dorcel, via sa société basée en Estonie.
En mars 2022, une nouvelle descente du fisc dans les locaux parisiens du groupe pour enquêter sur la consistance réelle de filiales en Suisse et aux Pays-Bas. Les limiers de Bercy soupçonnent que les trois structures « ne disposent pas des moyens matériels et humains suffisants » sur place pour exercer leur activité, et utilisent les moyens de la maison mère française. Ainsi, ils effectuent un raid surprise le 24 mars au siège du groupe.

### Réseau de prostitution
En avril 2021, le français Arnaud Klein est arrêté. La LDNA révèle que ce dernier est un producteur de films à caractères pornographiques et pédophiles exerçant au Togo. Il est à la solde de la société Dorcel et coordonne également un réseau de prostitution,,,.

### Affaire French Bukkake
Deux producteurs travaillant pour la marque sont mis en examen pour viol, proxénétisme aggravé, traite d’êtres humains aggravée, diffusion de l’enregistrement d’images relatives à la commission d’une atteinte volontaire à l’intégrité de la personne et exécution d’un travail dissimulé. Ils sont placés en détention préventive le 17 octobre 2020. Selon les témoignages, les deux hommes partageaient leur matériel et leurs décors, de sorte que les actrices ne savaient pas toujours pour qui elles tournaient.
De graves atteintes au consentement pour des scènes dégradantes et très violentes sont mentionnées par les plaignantes, soutenues par le mouvement du Nid, et le réquisitoire du Parquet ferait état de viols répétés, de mensonges et intimidations, de l'utilisation de drogues quelquefois à leur insu, de tests VIH falsifiés, et de racket pour retirer les vidéos pornographiques. Deux autres personnes, un assistant cadreur et un rabatteur — se faisant passer pour une femme sur Facebook afin de manipuler à long terme les cinq plaignantes et les amener à accepter des tournages —, sont aussi mis en examen et placés sous contrôle judiciaire. Ils seront suivis en 2021 par quatre acteurs ayant participé aux bukkakes et gang bangs non consentis, reconnaissant, eux aussi, devant les enquêteurs avoir commis des viols. Les deux producteurs nient les faits qui leur sont reprochés. Plus de cinquante victimes sont identifiées et huit personnes mises en examen, pour « viol en réunion », « traite aggravée d’êtres humains », « proxénétisme aggravé », « blanchiment », « travail dissimulé » et « diffusion de l’enregistrement d’images relatives à la commission d’une atteinte volontaire à l’intégrité de la personne ».
Une enquête Mediapart de juillet 2023 révèle que les employés Dorcel ont avoué aux enquêteurs de la gendarmerie avoir diffusé la quasi-totalité des vidéos des présumées victimes. Les écoutes téléphoniques et les fouilles ont permis aussi de démontrer que le directeur des acquisitions et le numéro 2 du groupe Dorcel validaient certains castings, payaient 4000 euros à Mat Hadix et se sont arrangés avec la bonne tenue de leur charte lorsque c'était nécessaire.